# Хімічний токсикоз
Хімічний токсикоз — незаразна хвороба бджіл, яка викликана отрутами-інсектицидами та супроводжується масовою загибеллю дорослих бджіл і личинок. Також отруєння бджіл пестицидами спостерігаються в багатьох країнах.
В основному отруєння бджіл пов'язане із широким використанням пестицидів для боротьби зі шкідниками сільськогосподарських культур, а також з промисловими викидами різних підприємств.
При вчасному інформуванні бджолярів про час та місце використання пестицидів, бджол ізолюють у вулику.
Перш за все під отруєння підпадають бджоли-збирачі. Після повернення бджіл з нектаром та пилком до вулику, і таким чином хвороба поширюється.